# 美利奴羊
美利奴羊（Merino），為一种优秀的绵羊品种，是细毛羊的主要品种。以澳大利亚的最为著名，由英国军官约翰·麦克阿瑟引进，但初次培育并不在澳大利亚，而是在西班牙，18世纪之前，从西班牙出口美利奴羊的人将会被定罪，判处死刑。18世纪后，相继输入世界各地，虽然美利奴适应力非常强，但由于环境、饲养、管理等各方面的差异，导致羊毛差异非常大。在德国育成德国萨美利奴羊种、在法国育成兰布里耶羊种、在澳州则育成澳洲美利奴羊种。此外，南非、阿根廷、乌拉圭、美国以及中国等地都陆续引行进。
作为享誉世界的绵羊品种，美利奴羊的产绒量比普通绵羊高，羊毛密度高且细度均匀，白色油汗、色泽好、柔软弯曲呈半圆形，整齐一致，腹毛呈毛丛结构，四肢半毛覆盖良好。 

## 伸延閱讀
- Cottle, D.J. . Melbourne, Australia: Inkata Press. 1991: 20–23. ISBN 0-909605-60-2.

## 外部連結
- The American Delaine & Merino Record Association
- The American Rambouillet Sheep Breeders Association
- The Australian Association of Stud Merino Breeders
- New Zealand Merino Stud Breeders